# 神戸市立押部谷中学校
神戸市立押部谷中学校（こうべしりつ おしべだにちゅうがっこう）は、兵庫県神戸市西区にある公立中学校。

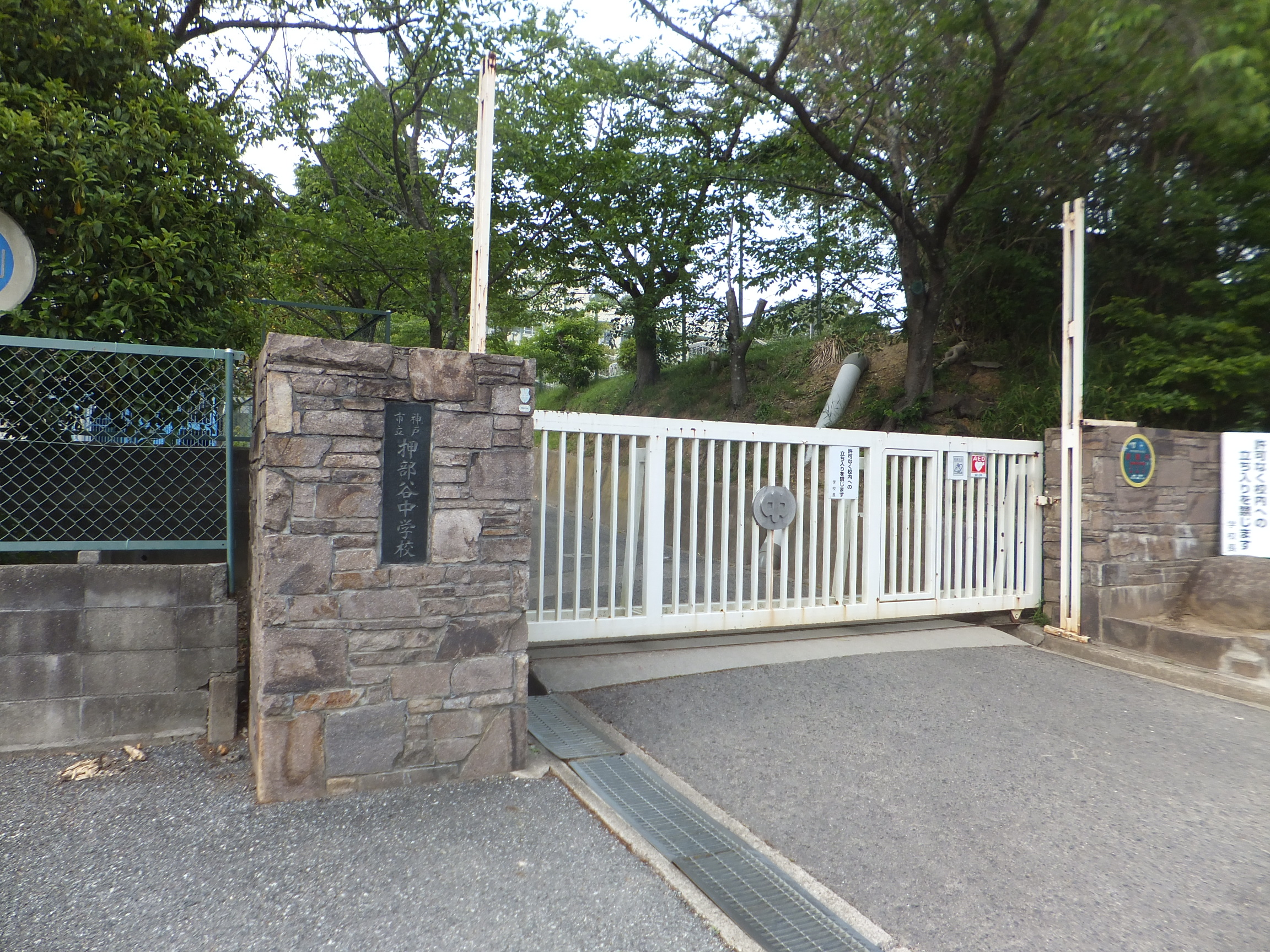
正門

## 沿革
- 1947年 - 神戸市立押部谷小学校敷地に開校。
- 1949年 - 現在地に移転。
- 1954年 - 神戸市立鈴蘭台高等学校押部谷分校の校舎を承継。
- 1981年 - 神戸市立桜が丘中学校を分離、校区変更。
- 1995年 - 第2グラウンドに神戸市立月が丘小学校が開校。第2グラウンドを移転。

## 部活動

### 運動部
- 野球部
- ソフトテニス部
- 卓球部
- バレーボール部

### 文化部
- 吹奏楽部
- 美術部

## 通学区域
- 神戸市西区
  - 押部谷町（うち木見・木津・木幡を除く）
  - 北山台
  - 高雄台
  - 高塚台
  - 月が丘
  - 富士見が丘
  - 美穂が丘

## 進学前小学校
- 神戸市立押部谷小学校
- 神戸市立北山小学校
- 神戸市立高和小学校
- 神戸市立月が丘小学校

## 校区内の主な施設
- 神戸市西区役所 押部谷出張所
- 兵庫県立西神戸高等特別支援学校
- 兵庫県立のじぎく特別支援学校
- 神戸市立押部谷小学校
- 神戸市立北山小学校
- 神戸市立高和小学校
- 神戸市立月が丘小学校
- 神戸市立おしんべ幼稚園
- 神戸市立押部谷保育所
- 神戸市立農業公園（神戸ワイナリー）
- 神戸電鉄粟生線 押部谷駅
- 神戸電鉄粟生線 栄駅
- 神戸富士見が丘郵便局
- JA兵庫六甲 押部支店
- 近江寺

## 卒業生
- 八木かなえ - 重量挙げ選手
- ラムダ(YouTuber)